# Sleeping with Ghosts
Sleeping with Ghosts je v pořadí čtvrté album skupiny Placebo, vydané v roce 2003.
Důležité je na desce užití klavíru. Ve Special Needs je tento nástroj zkombinován s drsnou kytarou, čímž je vytvořen syrový efekt. Naopak v konečné Centrefolds je klavír jakýmsi uspávacím činidlem. Opomenuty ovšem nejsou ani klasické kytarové „řezačky“ a hned začátek je dosti ostrý. Bezeslovná Bulletproof Cupid je přehlídkou kytarových riffů Briana Molka. Stejně tak Plasticine a Second Sight, asi nejtvrdší věci z alba. Hity The Bitter End a This Picture připomínají spíše písně z minulých alb.

## Seznam skladeb
| Pořadí | Název                          | Délka |
| ------ | ------------------------------ | ----- |
| 1.     | Bulletproof Cupid              | 2:22  |
| 2.     | English Summer Rain            | 4:01  |
| 3.     | This Picture                   | 3:34  |
| 4.     | Sleeping with Ghosts           | 4:38  |
| 5.     | The Bitter End                 | 3:10  |
| 6.     | Something Rotten               | 5:28  |
| 7.     | Plasticine                     | 3:26  |
| 8.     | Special Needs                  | 5:15  |
| 9.     | I'll Be Yours                  | 3:32  |
| 10.    | Second Sight                   | 2:49  |
| 11.    | Protect Me from What I Want    | 3:15  |
| 12.    | Centrefolds                    | 5:02  |
| 13.    | Protège-Moi (bonusová skladba) | 3:13  |